# Сибірський (Первомайський район)
Сибі́рський (рос. Сибирский) — селище у складі Первомайського району Алтайського краю, Росія. Адміністративний центр Сибірської сільської ради.

## Населення
Населення — 1772 особи (2010; 1804 у 2002).
Національний склад (станом на 2002 рік):
- росіяни — 93 %